# Третьяков, Юрий Иванович
Юрий Иванович Третьяков (род. 25 сентября 1963 года) — советский игрок в хоккей с мячом, заслуженный тренер России (2013).

## Карьера
Воспитанник красноярского хоккея с мячом. С 1981 по 1993 год выступал в составе КХМ «Енисей» (с перерывом в сезоне 1988/89 года, проведённым в «свердловском СКА»).
После окончания карьеры игрока работает тренером в системе КХМ «Енисей». Работал с юниорскими сборными России. В 2013 году за достижения сборной России младших юношей удостоен звания «Заслуженный тренер России».

## Достижения
- Чемпион СССР — 1982, 1983, 1984, 1985, 1986, 1987, 1988, 1991.
- Серебряный призёр чемпионата СССР — 1990.
- Обладатель Кубка Европейских чемпионов — 1983, 1986, 1987, 1988.
- Обладатель Кубка Мира — 1984.
- Включался в список 22 лучших хоккеистов сезона — 1990, 1991.